# Lionel Royce
Lionel Royce (30 de marzo de 1891-1 de abril de 1946) fue un actor teatral y cinematográfico austriaco-estadounidense, también conocido como Leo Reuss durante su carrera en Europa.

## Biografía

### Inicios
Su verdadero nombre era Leon Moriz Reiss, y nació en Dolyna, en la actualidad parte de Ucrania, siendo sus padres de origen judío. Ingresó en 1913 en la Universidad de Música y Arte Dramático de Viena, pero con el inicio de la Primera Guerra Mundial, fue voluntario del Ejército austrohúngaro sirviendo en el Regimiento de Infantería Hoch- und Deutschmeister Nr. 4. En 1916 se casó con su primera esposa, Stephanie Wagner, con la que tuvo dos hijos, Margaret y John Henry Royce. En la guerra fue soldado en 1914, aunque al final de la contienda era teniente. Herido varias veces, recibió una medalla al valor.

### Teatro
Reiss adoptó el nombre teatral de Leo Reuss. Su primera actuación teatral fue como Duque de Albania en El rey Lear en el Komödienhaus de Viena el 30 de mayo de 1919, donde trabajó con el actor y director Rudolph Schildkraut. Tras ello, en 1921 fue a Múnich, donde actuó en el Teatro de Cámara. Este trabajó le dio impulso para viajar a Berlín, actuando en el Konzerthaus Berlin con Leopold Jessner como director. Allí fue donde ganó su fama como actor teatral. En su tiempo en Berlín también actuó bajo la dirección de Erwin Piscator y Bertolt Brecht. En 1925 se había divorciado, y vivía con la actriz Agnes Straub. Ambos dejaron el Konzerthaus y empezaron a trabajar en el Volksbühne de la misma ciudad. La pareja formó la compañía teatral Agnes Straub, pero con la progresiva llegada del régimen Nazi al poder en Alemania, Reuss tuvo cada vez mayores dificultades para actuar, dada su condición de judío. La aprobación de las Leyes de Núremberg en 1935 obligaron a Reuss a volver a su nativa Austria. Sin embargo, en Austria tampoco obtenía trabajo por el mismo motivo.

### Subterfugio
Para poder trabajar como actor, Reuss empezó a elaborar un subterfugio. Se retiró a una cabaña de su propiedad en la montaña, donde estudió la forma de ser de los granjeros tiroleses, a la vez que se dejaba crecer el pelo y la barba. Practicó los movimientos y el acento de los locales, y tras un año creó un personaje, Kaspar Brandhofer, un granjero tirolés con barba. Además, para ocultar su identidad se blanqueó el pelo bañándolo en peróxido de hidrógeno. También obtuvo documentos de uno de los granjeros de la zona. Armado así con su nueva identidad cristiana, empezó a presentarse como un actor autodidacta. Habiendo trabajado con el director Max Reinhardt años antes, Reuss temía que el director lo reconociera, pero eso no ocurrió. De hecho, su habilidad impresionó tanto a Reinhardt, que éste lo recomendó a Ernst Lothar, en Viena.
Lothar le dio un papel en una adaptación de una novela de Arthur Schnitzler, La señorita Else. Muchos de los actores en la obra también habían actuado junto a Reuss en tiempos anteriores, así que de nuevo pensó que no podría mantener su personaje de Brandhofer. La obra se estrenó el 2 de diciembre de 1936 en el Theater in der Josefstadt. Su actuación fue alabada, y Brandhofer fue visto como una potencial estrella, siendo incluso alabado por los nazis por sus papeles "arios". Gracias a todo ello, Lothar le ofreció un contrato de tres años. Sin embargo, y a pesar de las buenas críticas, el actor se sentía "vacío y solitario", y acabó confesando su verdadera identidad. La revelación de su fraude le obligó a emigrar a Estados Unidos, donde fue contratado por MGM después de que Louis B. Mayer lo viera actuar en Viena.

### Estados Unidos
Forzado a huir de Austria en 1937, Reuss cambió de nuevo su nombre, eligiendo esta vez Lionel Royce, y viajó a Estados Unidos. Allí empezó su carrera en 1938, con un pequeño papel en María Antonieta, protagonizada por Tyrone Power y Norma Shearer. En los siguientes ocho años disfrutó de una productiva carrera en el cine. En 1939 hizo pequeños papeles en cintas como Let Freedom Ring, obteniendo después el relevante papel de Mr. Bachspiegel en Broadway Serenade (1939). Después fue Hintze, un espía Nazi, en Confessions of a Nazi Spy (1939). Ese mismo año fue alabado por su interpretación del general Von Ehrhardt en Nurse Edith Cavell. A finales de 1939 actuó con los Ritz Brothers en Pack Up Your Troubles. En esa película Royce trabajó con Joseph Schildkraut, hijo de su antiguo mentor, Rudolph Schildkraut. Fuera del cine, en 1939 Royce se sumó a los Continental Players, un grupo teatral formado por refugiados europeos del régimen Nazi. Fundada por William Dieterle, en su dirección figuraban Harry Warner y Leopold Jessner. Tras obtener cierta fama en Estados Unidos, la embajada alemana en Washington le comunicó que se le ofrecía estatus de "Ario honorario" si volvía a Alemania para dirigir Universum Film AG, a lo que Royce se negó.
Royce empezó 1940 encarnando al Dr. Rudolph Grosser en la cinta detectivesca Charlie Chan in Panama. Ese mismo año también actuó en el drama, Four Sons, una interpretación que algunos medios calificaron como "soberbia". También tuvo buenas críticas por su papel del interrogador alemán Herr Deckart en The Man I Married (1940), cinta protagonizada por Joan Bennett y Francis Lederer. También en 1940 actuó junto a Fredric March en Victory, Cerró 1940 con el papel del coronel Zimmerman en The Son of Monte Cristo, película protagonizada por Louis Hayward, Joan Bennett y George Sanders.
Su última actuación cinematográfica tuvo lugar en el clásico Gilda (1946), protagonizado por Rita Hayworth y Glenn Ford.

### Muerte
En 1946 se sumó a una gira de United Service Organizations, entreteniendo a las tropas en el Teatro del Pacífico. La gira se encontraba en Manila, Filipinas, cuando Royce falleció súbitamente a causa de un infarto agudo de miocardio el 1 de abril, tras haber sido trasladado a la Base Naval de Subic Bay.
En 2005 se lanzó la biografía en alemán de Lionel Royce, que se titulaba "The rats enter the sinking ship - the absurd life of Leo Reuss", escrita por Gwendolyn von Ambesser y editada por Edition VA.

## Filmografía
- 1923 : I.N.R.I.
- 1930 : Die Jagd nach dem Glück
- 1930 : Flachsmann als Erzieher
- 1931 : 1914, die letzten Tage vor dem Weltbrand
- 1931/1932 : Vosstaniye Rybakov
- 1938 : María Antonieta
- 1938 : What Price Safety!
- 1938 : The Wrong Way Out (corto)
- 1939 : Confessions of a Nazi Spy
- 1939 : Conspiracy
- 1939 : Espionage Agent
- 1939 : Pack Up Your Troubles
- 1939 : Let Freedom Ring
- 1939 : Nurse Edith Cavell
- 1939 : 6000 Enemies
- 1939 : Broadway Serenade
- 1940 : Charley Chan in Panama
- 1940 : Four Sons
- 1940 : Victory
- 1940 : The Man I Married
- 1940 : The Son of Monte Christo
- 1941 : So Ends Our Night
- 1941 : South of Panama
- 1941 : Road to Zanzibar
- 1941 : Underground
- 1942 : The Lady has Plans
- 1942 : My Favorite Blonde
- 1942 : Unseen Enemy
- 1942 : My Favorite Spy
- 1942 : Berlin Correspondent
- 1942 : Half Way to Shanghai
- 1942 : Once Upon a Honeymoon
- 1943 : Assignment in Brittany
- 1943 : Mission to Moscow
- 1943 : Don Winslow of the Coast Guard (serial)
- 1943 : Hitler’s Madman
- 1943 : Secret Service in Darkest Africa (serial)
- 1943 : Bajo sospecha
- 1943 : Heavenly Music
- 1943 : December 7th
- 1943 : Let’s Face it
- 1943 : The Cross of Loraine
- 1944 : Passport to Destiny
- 1944 : The Hitler Gang
- 1944 : The Seventh Cross
- 1945 : Tarzan and the Amazons
- 1945 : White Pongo
- 1946 : Cloak and Dagger
- 1946 : Gilda